# 鈴木悳夫
鈴木 悳夫（すずき のりお、1940年7月7日 - 2007年6月14日）は、静岡県静岡市出身のプロ野球選手（捕手、一塁手）・コーチ、評論家。

## 経歴
清水東高校では1年次の1956年秋から捕手として活躍し、2年次の1957年には春季中部大会決勝に進み、掛川西高を降し優勝を飾る。同年には1年上のチームメイトに4番・遊撃手の漆畑勝久を擁して夏の甲子園に出場するが、2回戦（初戦）で法政二高の延藤謙吉（三重交通）、青木武文（駒大）の継投の前に完封負けを喫す。
同年の秋季中部大会では同期の山田茂利（明大－日本鋼管）とバッテリーを組み決勝に進出し、中京商のエース伊藤竜彦に完封を喫するが、3年次の1958年の選抜へ出場を決めた。選抜では1回戦で済々黌高に完封負けを喫するが、済々黌には大学でチームメイトとなる城戸博ー中山邦弘のバッテリー、1番・遊撃手の末次義久（同高監督）がいた。同年も夏の甲子園に出場し、1回戦で八幡浜高を完封で降すが、2回戦で姫路南高に敗れる。同年の富山国体では準決勝に進むが、石川陽造ー岡村浩二のバッテリーを擁する高松商に惜敗。
高校卒業後は1959年に早稲田大学へ進学し、東京六大学リーグでは2年次の1960年までに2度の優勝を経験。1960年秋季の早慶六連戦では、優勝決定戦（4試合目）の9回表に1点を追う場面で代打に起用され、同点引き分けに繋がる三塁打を放つ。同季の早大優勝の立役者となった野村徹の後継として、3年次の1961年から捕手、一塁手を兼ねレギュラーとして活躍。4年次の1962年には主将、四番打者を務めるが、投手陣の弱体化もあってチームはその後優勝に届かなかった。当時の東京六大学には鈴木の他に慶大の大橋勲、明大の辻佳紀、立大の岡本凱孝、法大の広瀬幸司と捕手の逸材が揃っており、その対決は神宮を沸かせた。大学同期には遊撃手の末次のほか、外野手の住沢幸治（山陽特殊製鋼）らがいた。在学中は大昭和製紙の育英資金を受けていたことから、卒業後は大昭和入社が確実視されていたが、4年次の同年夏頃から東映・国鉄から勧誘されてぐらつき、シーズン後はこれが表面化して一時は大昭和入りか、東映入りか注目されていた。鈴木が育英資金を受けた大昭和に相談無しで東映へ寝返りを打ったことは法的には別段支障はなく、東映側も、鈴木-大昭和間の問題として一切ノータッチのまま獲得に乗り出したが、大昭和側は、鈴木の東映入りは道義上許せないと強硬な態度を見せた。鈴木は大昭和の監督を訪問し、東映入団の了解を求めることになった。
結局、大学卒業後の1963年に東映フライヤーズへ入団。1年目の同年は6月16日の大毎戦（東京）に8番打者・一塁手として先発し、12球団の新人の先頭を切って公式戦デビュー。2回裏に鈴木の紹介がアナウンスされると、三塁側からこの日最高の拍手と歓声がデビューを祝福したが、初打席は小野正一に捻られて三球三振に終わった。ノックの前に先発と知らされた時には何とも思わなかった鈴木であったが、第1打席は緊張し、3球目はボールのスライダーを振ってしまった。第2打席では2-3まで粘って四球で出塁し、その時にも再び拍手を浴びて、代走のジャック・ラドラと交代した。
2年目の1964年、3年目の1965年には捕手としてジュニアオールスターにも出場。　　
1966年には白仁天が外野手転向、安藤順三がコーチ兼任となって捕手陣が手薄となったことで好機を掴む。キャンプではバント打球の処理後にフリー打撃をこなすと、その合間にもティー打撃で欠点を直し、さらにはフリー打撃の捕手を約1時間も務めた。その後もピッチング場に走って投手の相手を務め、休憩は紅白戦の味方の攻撃時間だけであった。紅白戦ではずっと紅組の本塁を固めていたが、水原茂監督は痛烈な叱咤を鈴木に浴びせ、開幕前に帰国したピート・ライザーコーチは「力はあり、鋭いバッティングだ」と褒めた。
開幕後は種茂雅之の奮起を許し、その後もレギュラーは奪えなかったが、控え捕手として311試合に出場。打力にも定評があり、代打として起用されるほか、2年目以降も7試合に一塁手として出場。
1969年には種茂の不調もあって58試合に先発マスクを被るが、1971年限りで現役を引退。
引退後も東映→日拓→日本ハムに残り、二軍バッテリーコーチ（1972年 - 1973年, 1975年）、一軍バッテリーコーチ（1974年, 1976年 - 1979年, 1985年 - 1987年, 1989年 - 1990年）、一軍作戦コーチ（1980年 - 1983年）、一軍投手コーチ（1984年）、一軍作戦兼バッテリーコーチ（1988年）、一軍チーフ兼バッテリーコーチ（1991年 - 1992年）、一軍総合コーチ（1993年 - 1994年）を歴任。
田宮謙次郎・中西太・大沢啓二・植村義信・高田繁・近藤貞雄・土橋正幸ら7人の監督を支え、大宮龍男・田村藤夫を育て、1981年のリーグ優勝に貢献。1975年オフの11月8日には東京六大学野球連盟結成50周年記念試合プロOB紅白戦メンバーに選出され、早大の先輩である荒川博監督率いる白軍の選手として出場。1976年6月17日の阪急戦（後楽園）で監督の大沢が退場処分となった際に監督代行を務め、7-0で勝利。
日本ハム退団後は韓国KBO・三星ライオンズコーチ（1995年 - 1996年）、帰国後は早大の先輩・近藤昭仁が監督を務める千葉ロッテマリーンズ一軍バッテリーコーチ（1997年 - 1998年）を務めた。退任後はフロントに入り、チーフスカウトを務めた。
晩年は東京都内に在住し、少年野球・ソフトボールの指導に力を入れる傍ら、東京中日スポーツ評論家を務めていた。
2007年6月14日午後11時50分、咽頭癌のため杉並区の病院で死去。66歳没。

## 詳細情報

### 年度別打撃成績
| 年 度     | 球 団     | 試 合 | 打 席 | 打 数 | 得 点 | 安 打 | 二 塁 打 | 三 塁 打 | 本 塁 打 | 塁 打 | 打 点 | 盗 塁 | 盗 塁 死 | 犠 打 | 犠 飛 | 四 球 | 敬 遠 | 死 球 | 三 振 | 併 殺 打 | 打 率 | 出 塁 率 | 長 打 率 | O P S |
| --------- | --------- | ----- | ----- | ----- | ----- | ----- | -------- | -------- | -------- | ----- | ----- | ----- | -------- | ----- | ----- | ----- | ----- | ----- | ----- | -------- | ----- | -------- | -------- | ----- |
| 1963      | 東映      | 8     | 12    | 9     | 0     | 1     | 0        | 0        | 0        | 1     | 0     | 0     | 0        | 0     | 0     | 3     | 0     | 0     | 6     | 0        | .111  | .333     | .111     | .444  |
| 1964      | 東映      | 1     | 1     | 1     | 0     | 0     | 0        | 0        | 0        | 0     | 0     | 0     | 0        | 0     | 0     | 0     | 0     | 0     | 1     | 0        | .000  | .000     | .000     | .000  |
| 1965      | 東映      | 6     | 8     | 7     | 4     | 4     | 1        | 0        | 0        | 5     | 1     | 0     | 0        | 0     | 0     | 1     | 0     | 0     | 0     | 1        | .571  | .625     | .714     | 1.339 |
| 1966      | 東映      | 26    | 32    | 31    | 1     | 7     | 0        | 0        | 1        | 10    | 5     | 0     | 0        | 0     | 0     | 1     | 0     | 0     | 9     | 1        | .226  | .250     | .323     | .573  |
| 1967      | 東映      | 43    | 97    | 93    | 8     | 26    | 4        | 0        | 0        | 30    | 5     | 1     | 0        | 2     | 0     | 1     | 0     | 1     | 18    | 0        | .280  | .295     | .323     | .617  |
| 1968      | 東映      | 84    | 178   | 161   | 11    | 42    | 5        | 0        | 3        | 56    | 11    | 3     | 2        | 6     | 1     | 8     | 0     | 2     | 26    | 5        | .261  | .304     | .348     | .652  |
| 1969      | 東映      | 89    | 212   | 195   | 14    | 41    | 6        | 0        | 3        | 56    | 14    | 0     | 0        | 2     | 1     | 12    | 0     | 2     | 39    | 5        | .210  | .263     | .287     | .550  |
| 1970      | 東映      | 63    | 100   | 86    | 6     | 10    | 1        | 0        | 2        | 17    | 3     | 0     | 0        | 2     | 0     | 12    | 1     | 0     | 23    | 1        | .116  | .224     | .198     | .422  |
| 1971      | 東映      | 56    | 76    | 72    | 5     | 18    | 2        | 0        | 2        | 26    | 6     | 0     | 0        | 0     | 1     | 2     | 0     | 1     | 12    | 0        | .250  | .280     | .361     | .641  |
| 通算：9年 | 通算：9年 | 376   | 716   | 655   | 49    | 149   | 19       | 0        | 11       | 201   | 45    | 4     | 2        | 12    | 3     | 40    | 1     | 6     | 134   | 13       | .227  | .278     | .307     | .585  |

### 背番号
- 8 （1963年 - 1964年）
- 17 （1965年）
- 9 （1966年 - 1971年）
- 78 （1972年）
- 61 （1974年 - 1975年）
- 82 （1976年 - 1994年）
- 84 （1997年 - 1998年）